# Giuseppe Camporese

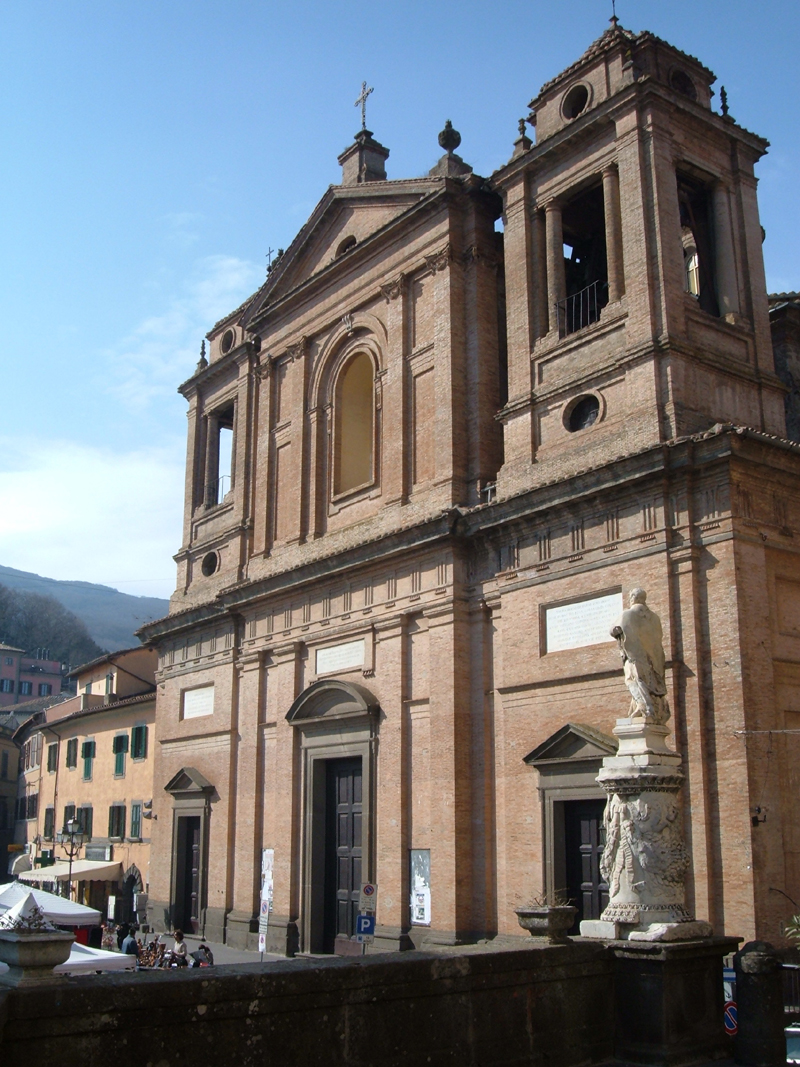
Chiesa di San Nicola a Soriano nel Cimino, facciata

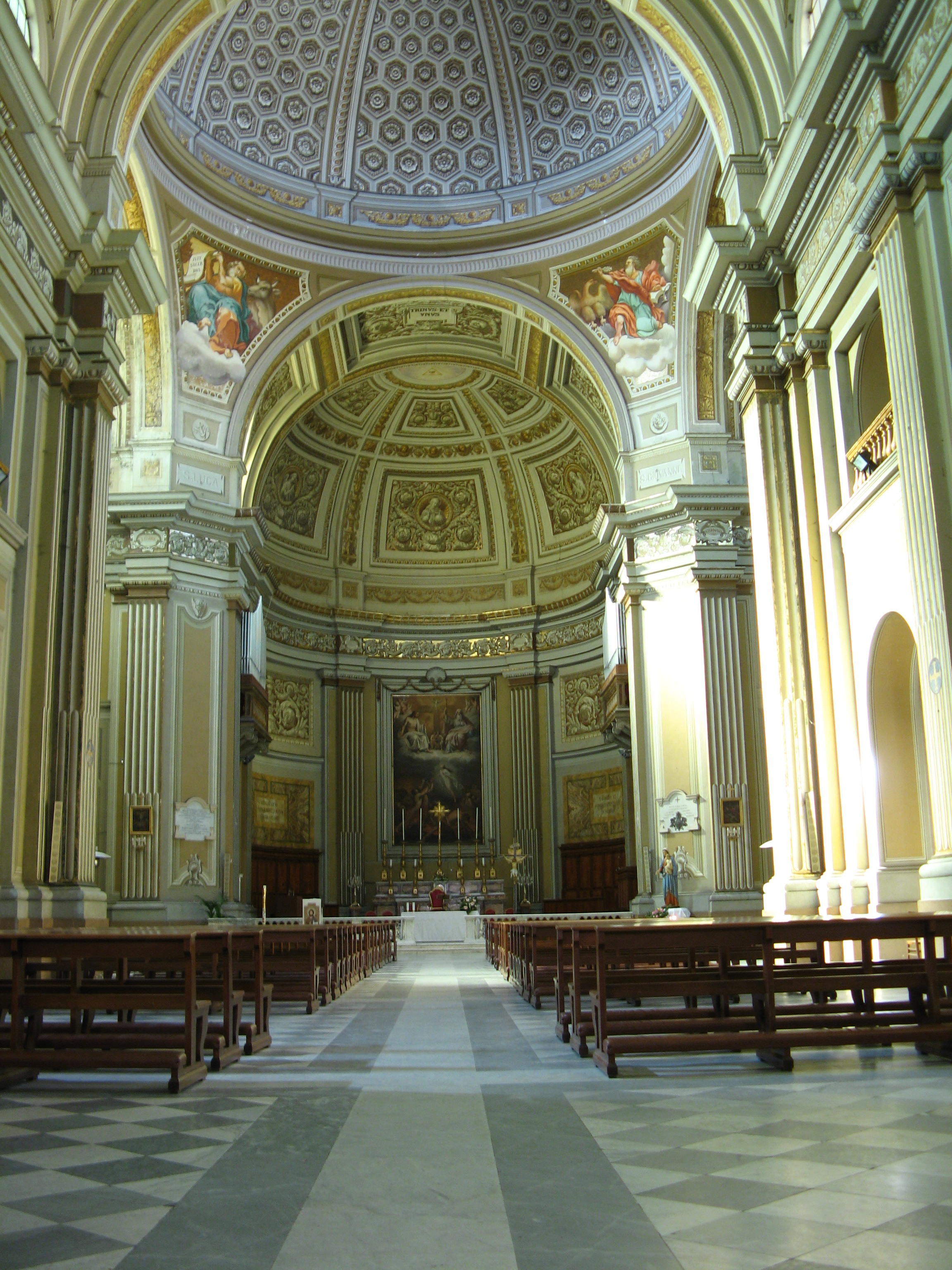
Genzano di Roma, Collegiata della Santissima Trinità, grande navata centrale

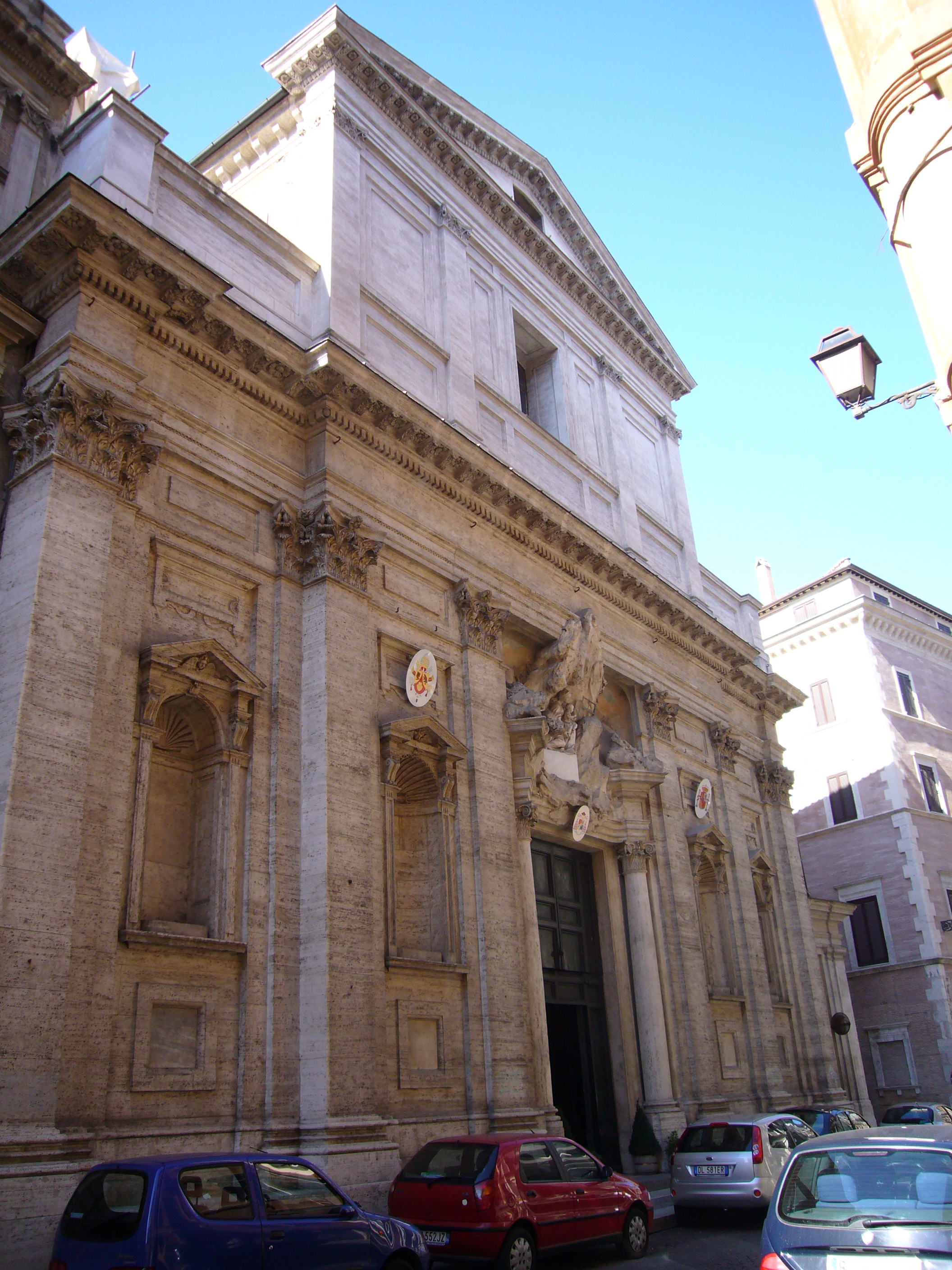
Roma, Santa Maria in Monserrato, facciata

Giuseppe Camporese (Roma, 1761 – Roma, 1822) è stato un architetto italiano.

## Biografia
Giuseppe Camporese appartenne a una famiglia di architetti che svolse una intensa attività tra il XVIII e il XIX secolo, nello Stato della Chiesa. Era figlio di  Pietro Camporese il Vecchio (1726-1781), fratello di Giulio Camporese e padre di Pietro Camporese il Giovane (1792-1873).
Giuseppe e Giulio lavorarono spesso in coppia, come nella progettazione della Collegiata della SS. Trinità, a Genzano di Roma e della Collegiata San Nicola di Bari, a Soriano nel Cimino e collaborarono con il padre, come nei lavori per il Duomo e l'annesso Seminario di Subiaco.
Come il padre, Giuseppe Camporese fu accolto fra gli accademici di San Luca e insegnò Architettura pratica nelle scuole d'arte della stessa Accademia. Cominciò ad operare in Vaticano fin dal 1786, allorché venne nominato architetto pontificio a soli ventitré anni. Come architetto pontificio portò a termine il cosiddetto Atrio dei quattro cancelli e la Sala delle Bighe.
Le opere giovanili denotano un linguaggio e schemi neocinquecentistici di marca sangallesca e vignolesca. Sullo scorcio del '700, lo spiccato sintetismo del Camporese tende ad assumere una connotazione "rivoluzionaria", sull'esempio delle ardite 'combinazioni' architettoniche degli architetti parigini del tempo, soprattutto quelle di Claude-Nicolas Ledoux. Un'austera e più convenzionale linea neoclassica, in tono con l'ideologia cesarea e col tipico scolasticismo dell'insegnamento nelle scuole d'arte riformate da Napoleone Bonaparte, caratterizza l'opera di Camporese negli anni del governo francese (ed oltre), quando, con incarico ufficiale, si occupa con altri colleghi accademici di opere di pubblica utilità, "abbellimento" e restauro per la città "imperiale" di Roma. Con Raffaele Stern, peraltro, è all'epoca fu perito della deputazione dei pubblici spettacoli.

## Opere (lista incompleta)
- Collegiata della Santissima Trinità (Genzano di Roma)
- Chiesa di Santa Maria in Monserrato degli Spagnoli
- Chiesa di Sant'Anna a Carbognano
- Collegiata dei Santi Giovanni e Andrea a Canino
- Collegiata San Nicola di Bari a Soriano nel Cimino; è una delle sue opere più famose: una struttura di grandi dimensioni che supera i 70 metri di altezza. La cattedrale sorianese ricca di fregi, è stata realizzata in peperino, materiale tipico del luogo, e mattoni.
- Atrio dei Quattro cancelli e Galleria dei Candelabri del Palazzo Vaticano
- Direzione dei lavori del teatro Valle a Roma, progettato da Giuseppe Valadier